# Jhon Garrido
Jhon Deivi Garrido Reyes (8 de noviembre de 2003) es un deportista colombiano que compite en taekwondo. Ganó una medalla de bronce en los Juegos Panamericanos de 2023, en la categoría de –58 kg.

## Palmarés internacional
| Juegos Panamericanos | Juegos Panamericanos | Juegos Panamericanos | Juegos Panamericanos |
| Año                  | Lugar                | Medalla              | Categoría            |
| -------------------- | -------------------- | -------------------- | -------------------- |
| 2023                 | Santiago (Chile)     | Medalla de bronce    | –58 kg               |